# Zdeněk Böhm
Zdeněk Böhm (Ostrava, 1957. március 30.–) cseh kosárlabdázó.

## Sikerei
- 1983/1984 Csehszlovákia legjobb kosarasa
- Csehszlovák all star: 1981/1982, 1982/1983, 1984/1985
- egyszeres csehszlovák bajnok (NHKG Ostrava)
- háromszoros csehszlovák ezüstérmes (NHKG Ostrava)
- kétszeres csehszlovák bronzérmes (NHKG Ostrava) (1984,-)

## Nemzetközi szereplés
1979 EuroBasket: 4. hely 12 csapatból
Kamil Brabenec, Zdeněk Kos, Stanislav Kropilak, Vojtech Petr, Jiří Pospisil, Vlastimil Klimes, Gustav Hraska, Zdeněk Dousa, Jaroslav Skala, Vlastimil Havlik, Zdeněk Böhm, Peter Rajniak (edző: Pavel Petera)
1981 EuroBasket: 3. hely 12 csapatból
Zdeněk Kos, Kamil Brabenec, Stanislav Kropilak, Jaroslav Skala, Vojtech Petr, Gustav Hraska, Vlastimil Klimes, Zdeněk Böhm, Vlastimil Havlik, Peter Rajniak, Juraj Zuffa, Justin Sedlak (edző: Pavel Petera)
1982 World Championship: 10. hely 13 csapatból
Stanislav Kropilak, Zdeněk Kos, Vojtech Petr, Gustav Hraska, Jaroslav Skala, Vlastimil Havlik, Zdeněk Böhm, Vlastimil Klimes, Juraj Zuffa, Peter Rajniak, Vladimir Ptacek, Dusan Zacek (edző: Pavel Petera)
1983 EuroBasket: 10. hely 12 csapatból
Stanislav Kropilak, Jiří Okac, Jaroslav Skala, Vojtech Petr, Gustav Hraska, Zdeněk Böhm, Vlastimil Havlik, Juraj Zuffa, Vladimir Ptacek, Peter Rajniak, Blazej Masura, Jiří Jandak (edző: Pavel Petera)
1985 EuroBasket: 2. hely 12 csapatból
Kamil Brabenec, Stanislav Kropilak, Jiří Okac, Zdeněk Böhm, Vlastimil Havlik, Jaroslav Skala, Juraj Zuffa, Otto Maticky, Peter Rajniak, Igor Vraniak, Vladimir Vyoral, Leos Krejci (edző: Pavel Petera)

## Klubjai
- 1981-1988 NHKG Ostrava
- 1989-1991 Alba Regia
- 1991-1992 BC Nový Jičín másodosztály